# Carapezzaptera auritomentosa
Carapezzaptera auritomentosa – gatunek pluskwiaków różnoskrzydłych z rodziny korowcowatych. Jedyny przedstawiciel monotypowego rodzaju Carapezzaptera.

## Taksonomia
Gatunek i rodzaj po raz pierwszy opisane zostały w 2021 roku przez Ernsta Heissa na podstawie pojedynczego samca odłowionego w 1995 roku w okolicy Kotapoli w dystrykcie Matara. Nazwę rodzajową nadano na cześć heteropterologa, Attilia Carapezzy, łącząc jego nazwisko z wyrazem oznaczającym po łacinie „bezskrzydła”. Epitet gatunkowy oznacza z kolei po łacinie „złotoowłosiony”.

## Morfologia
Pluskwiak o wydłużonym ciele długości 7,7 mm i szerokości 2,35 mm, największą szerokość osiągającym na wysokości szwu między drugim a trzecim tergitem odwłoka. Ubarwienie ma rudobrązowe z gęstymi kępkami krótkich, złotożółtych włosków na głowie, tułowiu i odwłoku oraz wzniesionych, długich, żółtawych włoskach na czułkach i odnóżach.
Głowa jest tak szeroka jak długa, o stykających się szczytami policzkach, tępo zaokrąglonych płatach czułkowych, owalnych oczach i żeberkowanym ciemieniu. Około trzykrotnie dłuższe niż szerokość głowy czułki budują cztery człony, z których pierwszy jest najdłuższy, a ostatni najkrótszy. Kłujka jest krótsza od głowy.
Tułów ma szersze niż dłuższe przedplecze z pierścieniowatym kołnierzem, zbieżnymi ku przodowi bokami, dwoma owalnymi wyniosłościami rozdzielonymi środkową bruzdą i odgraniczoną parą żeberek, lekko wyniesioną krawędzią tylną. Skrzydeł brak. Na śródpleczu znajdują się dwa ukośne, owalne guzowatości oraz Y-kształtna listewka. Zaplecze zlane jest z dwoma pierwszymi tergitami odwłoka. Odnóża są nieuzbrojone, zwieńczone dwuczłonowymi stopami. Pygofor jest stożkowaty z ściętym tyłem.

## Występowanie
Owad orientalny, znany wyłącznie ze Sri Lanki.